# 京都市立京都堀川音楽高等学校
京都市立京都堀川音楽高等学校（きょうとしりつ きょうとほりかわおんがくこうとうがっこう）は、京都府京都市中京区油小路通御池押油小路町にある音楽高等学校。
日本で唯一の、音楽科単独の公立高校である。京都コンサートホールで、オーケストラ定期演奏会と、卒業演奏会を開催する。ヨーロッパ（チェコ、オーストリア）への研修旅行がある。

## 設置学科
- 音楽科 (音楽に関する学科)
  - 声楽専攻
  - 器楽専攻
    - ピアノ
    - 弦楽 - ヴァイオリン、ヴィオラ、チェロ、コントラバス
    - 管楽 - フルート、クラリネット、オーボエ、ファゴット、サクソフォン、ホルン、トランペット、トロンボーン、チューバ
    - 打楽 - 打楽器、マリンバ

  - 作曲専攻
  - 楽理専攻 - 理論コース、表現コース

## 沿革
- 1948年 - 京都市立堀川高等学校音楽課程として設立
- 1950年 - 専攻科を設置
- 1952年 - 専攻科が京都市立音楽短期大学となる（現・京都市立芸術大学）
- 1956年 - 共に左京区聖護院に移転
- 1980年 - 京都市西京区校舎（西京区大枝沓掛町14-26）に移転
- 1997年 - 堀川高校から独立し、京都市立音楽高等学校となる
- 2010年 - 4月に中京区の二条城前（城巽中学校跡地）に新築移転、京都市立京都堀川音楽高等学校に校名変更

## 著名な卒業生
堀川高校音楽科時代の卒業生も含む。
- 稲本響 - ピアニスト、作曲家
- 岡田良機 - オーボエ奏者
- 今井亨 - フルート奏者
- 兼田敏 - 作曲家
- 北村源三 - 元NHK交響楽団首席トランペット奏者、元日本トランペット協会会長
- 小泉和裕 - 指揮者
- 貞松響 - ミュージカル俳優
- 佐渡裕 - 指揮者
- 清水信治 - アコーディオン奏者
- 東儀祐二 - ヴァイオリニスト、指揮者、音楽教育者
- 野田一江 - チアリーディングゴールデンベアーズ指導者、クラリネット奏者
- 葉加瀬太郎 - ヴァイオリニスト、音楽プロデューサー
- ボブ佐久間 - 作曲家、編曲家、指揮者
- 堀正文 - ヴァイオリニスト
- 萬谷衣里 - ピアニスト
- 南安雄 - 作曲家、編曲家、指揮者
- 渡辺剛 - ヴァイオリニスト